# شيلدون كوب
شيلدون كوب (بالإنجليزية: Sheldon Kopp)‏ هو كاتب ومؤلف أمريكي، ولد في 29 مارس 1929 في نيويورك في الولايات المتحدة، وتوفي في 29 مارس 1999 في واشنطن العاصمة في الولايات المتحدة.